# Wydział Biotechnologii i Nauk o Żywności Politechniki Łódzkiej
Wydział Biotechnologii i Nauk o Żywności – jeden z dziewięciu wydziałów Politechniki Łódzkiej, który łączy wiedzę chemiczną, inżynieryjno-techniczną oraz biologiczną. Został powołany w roku 1950 rozporządzeniem Ministra Szkół Wyższych i Nauki (jako Wydział Chemii Spożywczej). W roku 2003 nastąpiła zmiana nazwy na Wydział Biotechnologii i Nauk o Żywności.

## Kierunki kształcenia

### Studia I stopnia
Dostępne kierunki:
- Biotechnologia
- Ekotechnologie i bioprocesy
- Industrial Biotechnology
- Menedżer Żywności i Żywienia
- Technologia Żywności i Żywienie Człowieka

### Studia II stopnia
Dostępne kierunki:
- Biotechnologia
- Industrial Biotechnology
- Technologia Kosmetyków
- Technologia Żywności i Żywienie Człowieka

### Studia podyplomowe
Dostępne kierunki:
- Gospodarka obiegu zamkniętego w przemyśle
- Mikrobiologia, higiena i jakość w przemyśle spożywczym
- Nowoczesne Żywienie i Zarządzanie w Gastronomii
- Studium kosmetologii
- Technologiczne i jakościowe aspekty w procesie produkcji cukru

## Poczet Dziekanów
1. prof. dr Stanisław Zagrodzki (1950–1952)
2. prof. dr Mieczysław Serwiński (1952–1956)
3. prof. Bolesław Bachman (1956–1958)
4. prof. dr Stanisław Zagrodzki (1958–1960)
5. prof. dr Mieczysław Serwiński (1960–1962)
6. prof. dr hab. Jerzy Kroh (1962–1966)
7. prof. dr hab. Stanisław Masior (1966–1968)
8. prof. Bolesław Bachman (1968–1970)
9. prof. dr hab. Edward Galas (1970–1972)
10. prof. dr Józef Góra (1972–1975)
11. dr Piotr Moszczyński (1975–1981)
12. prof. dr Zdzisław Włodarczyk (1981–1984)
13. dr Piotr Moszczyński (1984–1987)
14. prof. dr Józef Góra (1987–1993)
15. prof. dr hab. Stanisław Wysocki (1993–1996)
16. prof. dr hab. Stanisław Bielecki (1996–2002)
17. prof. dr hab. Jan Iciek (2002–2008)
18. prof. dr hab. Stanisław Wysocki (2008–2009)
19. prof. dr hab. Maria Koziołkiewicz (2009–2019)
20. dr hab. inż. Anna Diowksz (2019-2024)
21. dr hab. Edyta Gendaszewska-Darmach, prof. uczelni (od 2024)

## Władze Wydziału
W kadencji 2024–2028:
| Stanowisko                 | Imię i nazwisko                                   |
| -------------------------- | ------------------------------------------------- |
| Dziekan                    | dr hab. Edyta Gendaszewska-Darmach, prof. uczelni |
| Prodziekan ds. Kształcenia | dr hab. inż. Agnieszka Nowak, prof. uczelni       |
| Prodziekan ds. Studenckich | dr hab. inż. Joanna Berłowska, prof. uczelni      |
| Prodziekan ds. Rozwoju     | prof. dr hab. inż. Grażyna Budryn                 |

## Struktura organizacyjna
| Jednostka                                                   | Kierownik                         |
| ----------------------------------------------------------- | --------------------------------- |
| Instytut Biotechnologii Molekularnej i Przemysłowej         | prof. dr hab. Maria Koziołkiewicz |
| Instytut Surowców Naturalnych i Kosmetyków                  | dr hab. inż. Elżbieta Sobiecka    |
| Instytut Technologii Fermentacji i Mikrobiologii            | dr hab. inż. Agnieszka Nowak      |
| Instytut Technologii i Analizy Żywności                     | prof. dr hab. inż. Grażyna Budryn |
| Katedra Biotechnologii Środowiskowej                        | prof. dr hab. Beata Gutarowska    |
| Katedra Cukrownictwa i Zarządzania Bezpieczeństwem Żywności | dr hab. inż. Andrzej Baryga       |